# Södermanlands runinskrifter 278
Runinskrift Sö 278 är ett runstenfragment som nu sitter inmurat i Strängnäs domkyrkas södra stenfot, Strängnäs socken och Åkers härad i Södermanland. I samma mur ett par meter ifrån sitter Sö 276.

## Stenen
Troligen kommer brottstycket från en relativt stor runsten. Fragmentet som återstår är 100 cm högt och 139 cm brett, materialet är brun sandsten. Stenens ursprungliga plats är okänd, likaså är runristaren som använde sig av svensk runrad från 1000-talet. Textens början med stenresarens namn är bevarad samt några runor i slingans slut. Det fanns fler [ana] när stenen avtecknades på 1600-talet. Inskriften som från det iriska kopplet löper medsols lyder enligt nedan:

## Inskriften
Inskriften med runor:
ᚴᚢᚾᛒᛁᚢᚱᚾ ᛚᛁᛏ ᚱᛅᛁᛋᛅ ᛬ ᛋᛏ… … …ᚦᛅᚾ ᛅᛁᛘᚢᚾᛏᛁᛦ ᛬
Translitterering av runraden:
k(u)nbiurn lit raisa : st... ... ...þ[an a]imuntiʀ :
Normalisering till runsvenska:
Gunnbiorn let ræisa st[æin] ... ... Æimundaʀ(?).
Översättning till nusvenska:
Gunnbjörn lät resa sten... son till Emund(?).
Namnet Gunbjörn förekommer på Sö 306, samt några andra stenar i landet. Sluttexten "son till Emund" kan möjligen syfta på Ingvar den vittfarnes far. Om tolkningen stämmer så kan den liksom många andra runstenar från trakten ha varit en Ingvarssten. En Emund står även omnämnd på Sö 279 här vid domkyrkan.

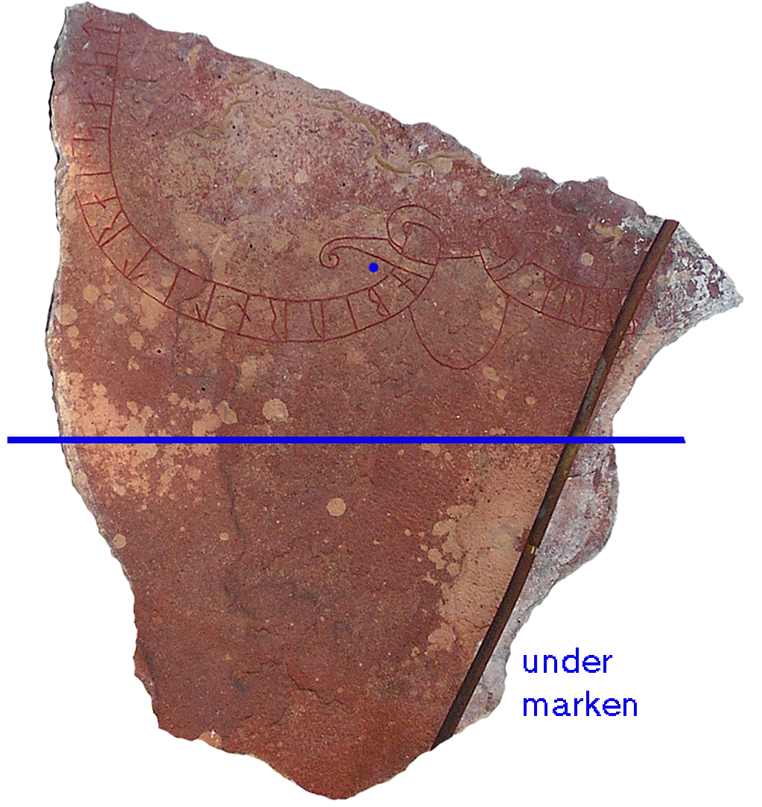
Frilagd och vänd med marksidan nedåt

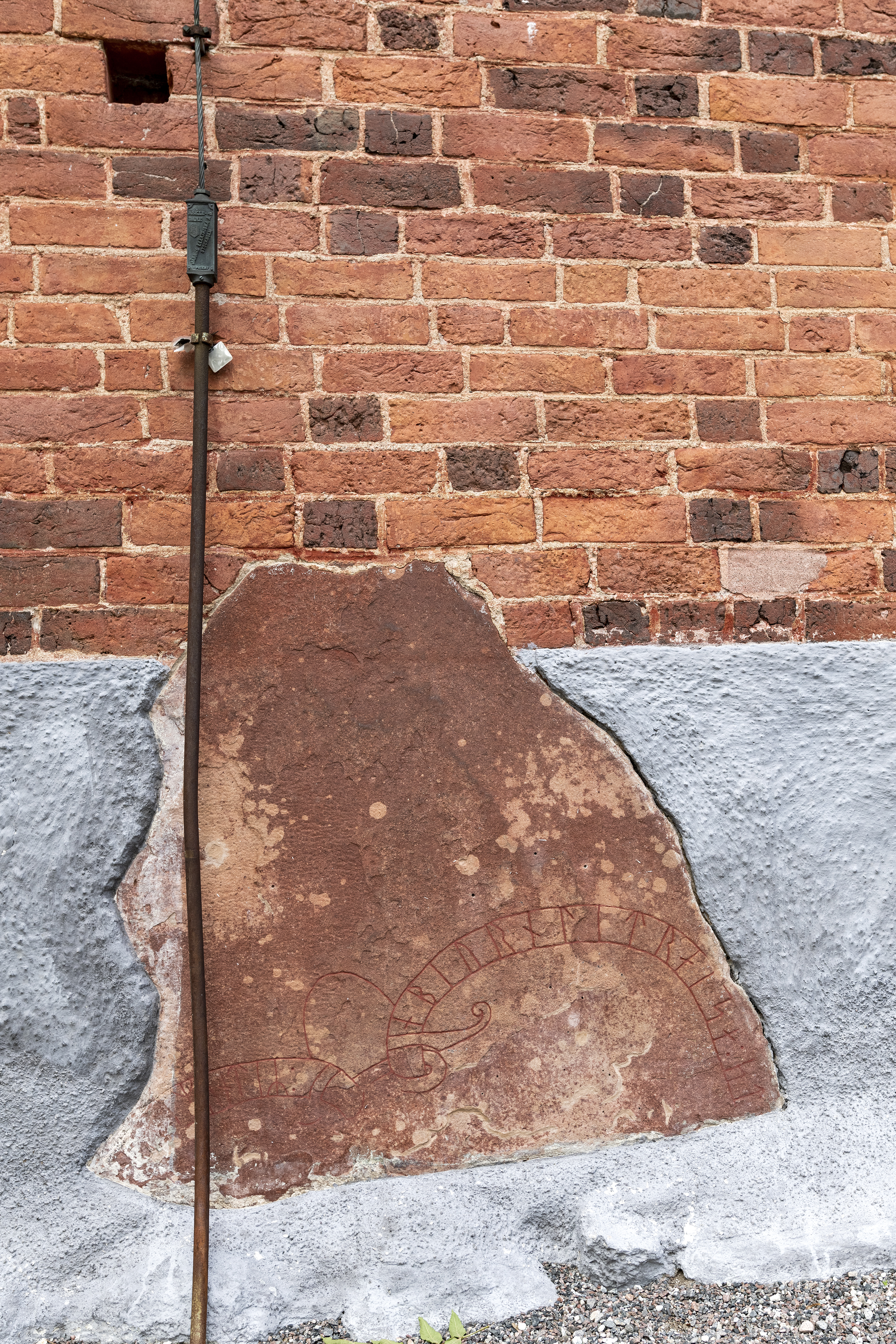
Runsten Sö 278 Strängnäs domkyrka 02

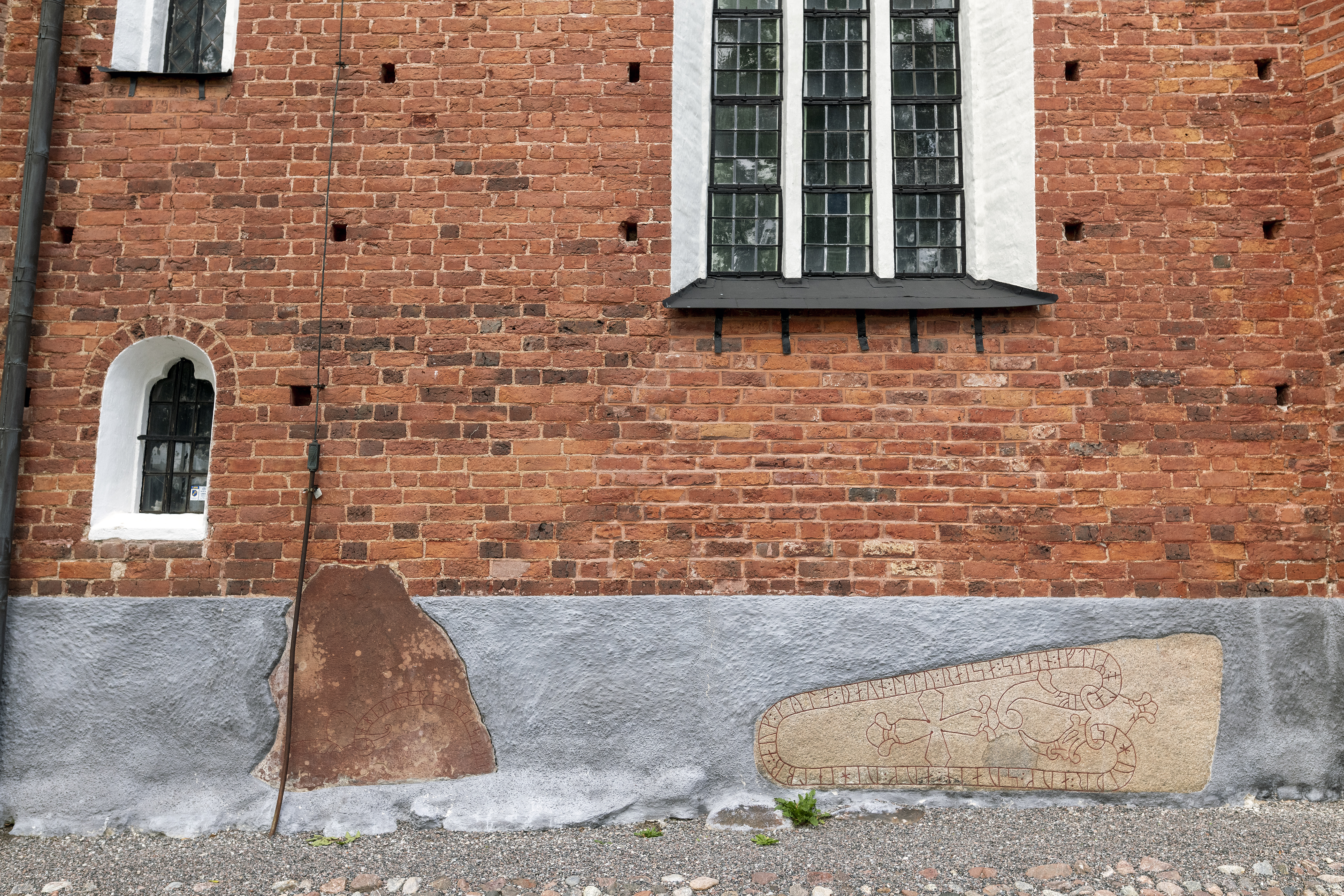
Runsten Sö 278 Strängnäs domkyrka 01